# Andronikos II. (Trapezunt)
Andronikos II. Komnenos (* um 1240; † 1266) war von 1263 bis 1266 Kaiser und Großkomnene von Trapezunt.

## Leben
Andronikos war ein Sohn des trapezuntischen Kaisers Manuel I. aus dessen erster Ehe mit der Edelfrau Anna Xylaloe. Im Jahre 1263 folgte er seinem Vater auf den Thron.
Während seiner kurzen Regierungszeit florierte Trapezunt als bedeutendes und weithin bekanntes Handelszentrum. Dies kann man auch daraus ersehen, dass während dieser Jahre Händler aus dem fernen Marseille Trapezunt besuchten und Andronikos bei dieser Gelegenheit eine Nachricht Karls von Anjou, eines Angehörigen des französischen Königshauses, überbrachten.
In Andronikos’ Regierungszeit fällt der neuerliche Verlust der wichtigen Stadt Sinope an die Seldschuken, die erst unter Manuel I. für die Komnenen zurückgewonnen worden war. Damit schwand deren letzte Hoffnung, den Thron des Kaiserreichs von Byzanz für sich zu gewinnen. Es wurde daher auch nicht länger versucht, auf innerbyzantinische Angelegenheiten Einfluss zu nehmen. Anlässlich des Todes des Mongolenherrschers Hülegü gelang es Andronikos 1265, das Vasallenverhältnis abzustreifen, welches Trapezunt seit den Zeiten seines Vaters an die Mongolen band.
Andronikos starb im Jahr 1266. Beerbt wurde er von seinem Halbbruder Georg.